# Endiandra immersa
Endiandra immersa är en lagerväxtart som beskrevs av Arifiani. Endiandra immersa ingår i släktet Endiandra och familjen lagerväxter. Inga underarter finns listade i Catalogue of Life.